# Maarif
Maarif là một đô thị thuộc tỉnh Msila, Algérie. Dân số thời điểm năm 2002 là 10.99 người.